# Jeżyna

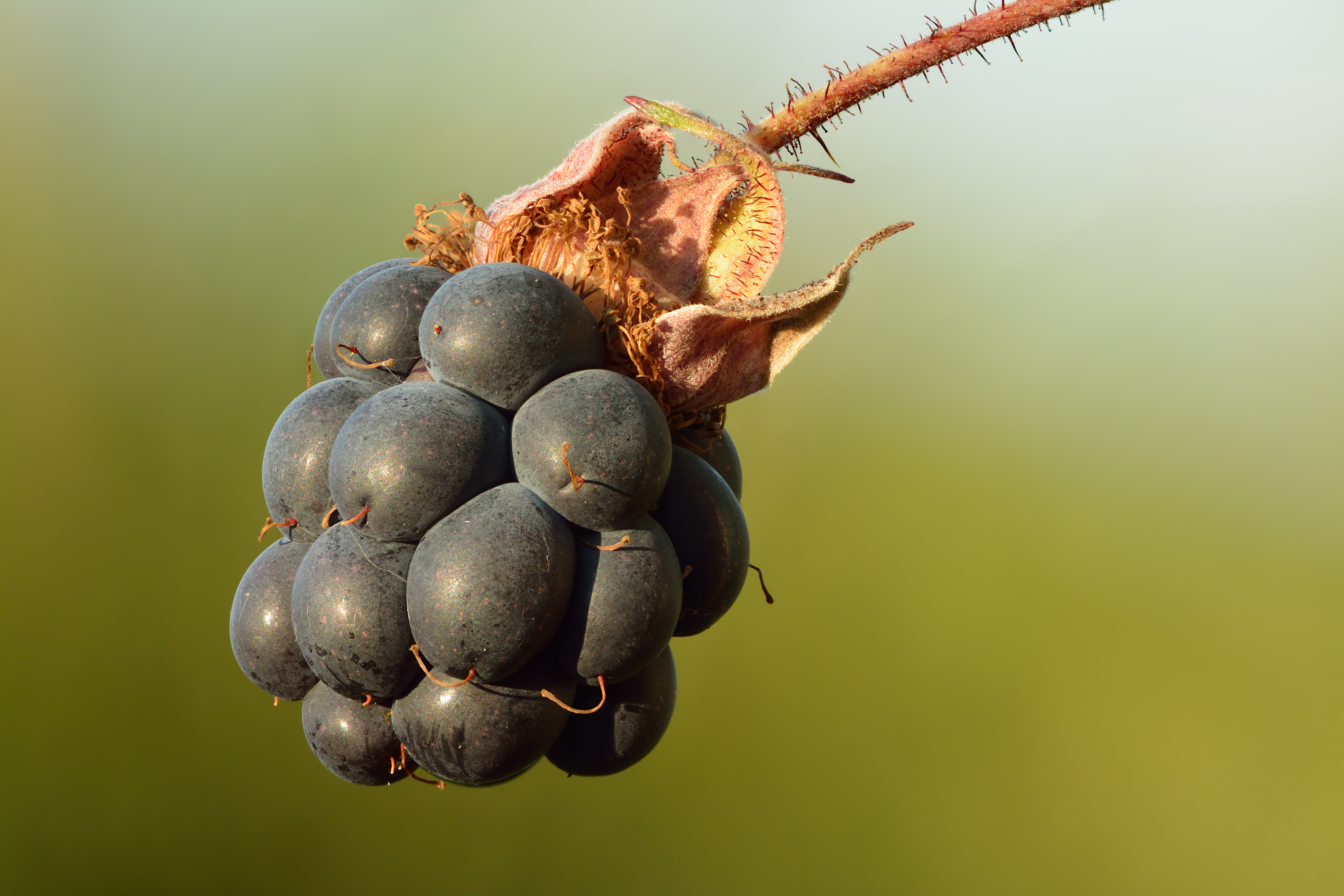
Owoce jeżyny popielicy

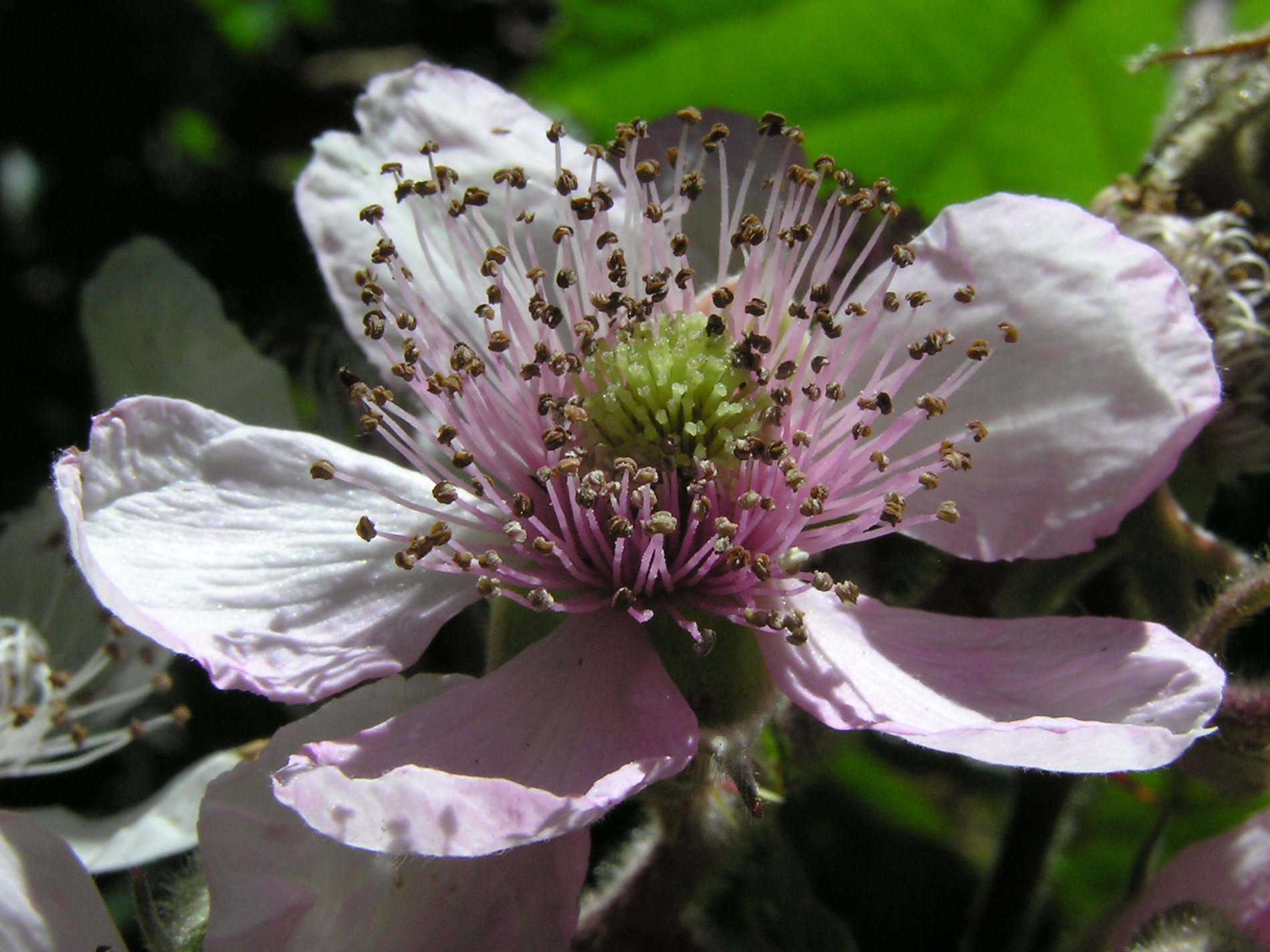
Kwiat Rubus fruticosus

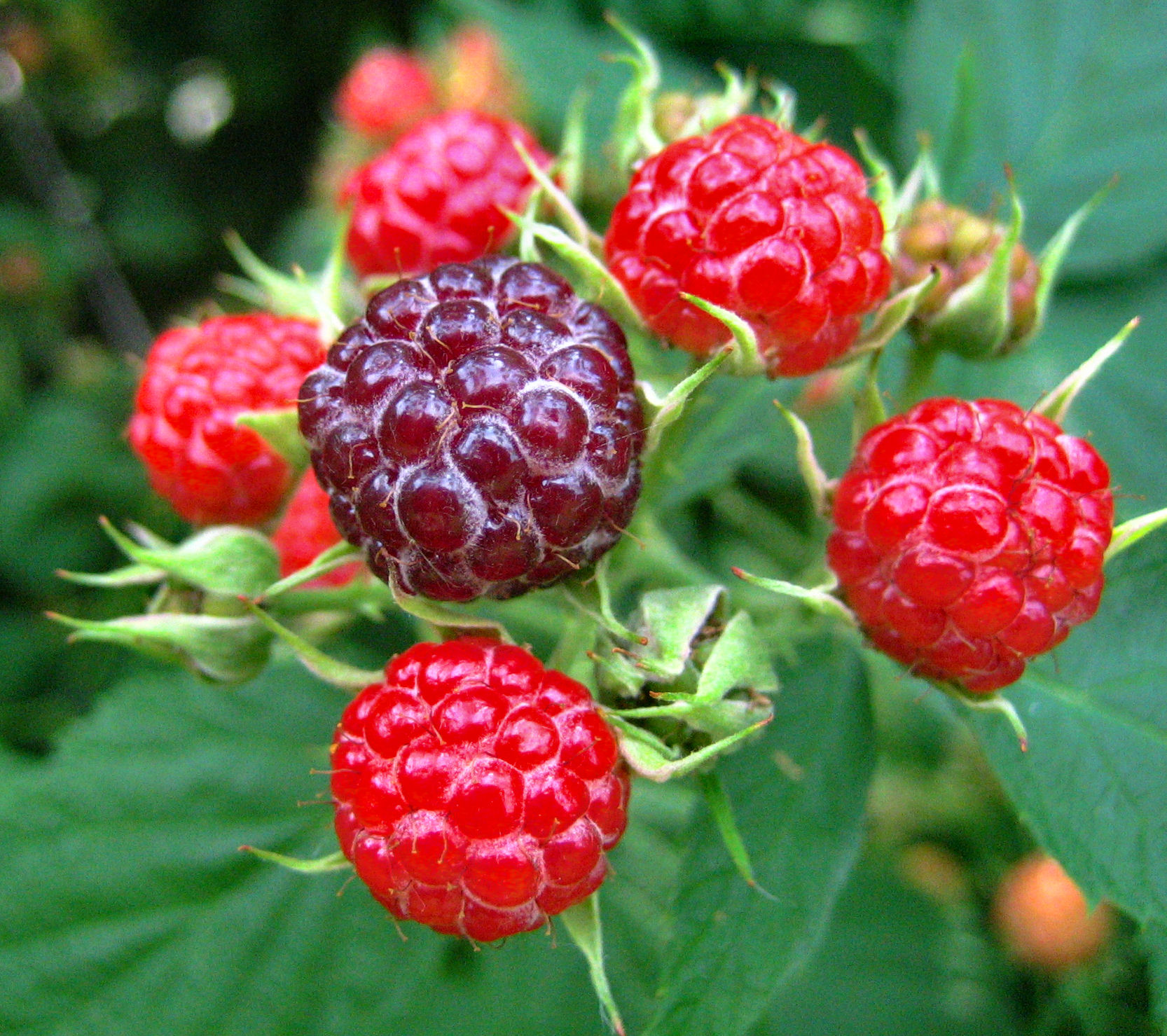
Owoce Rubus occidentalis

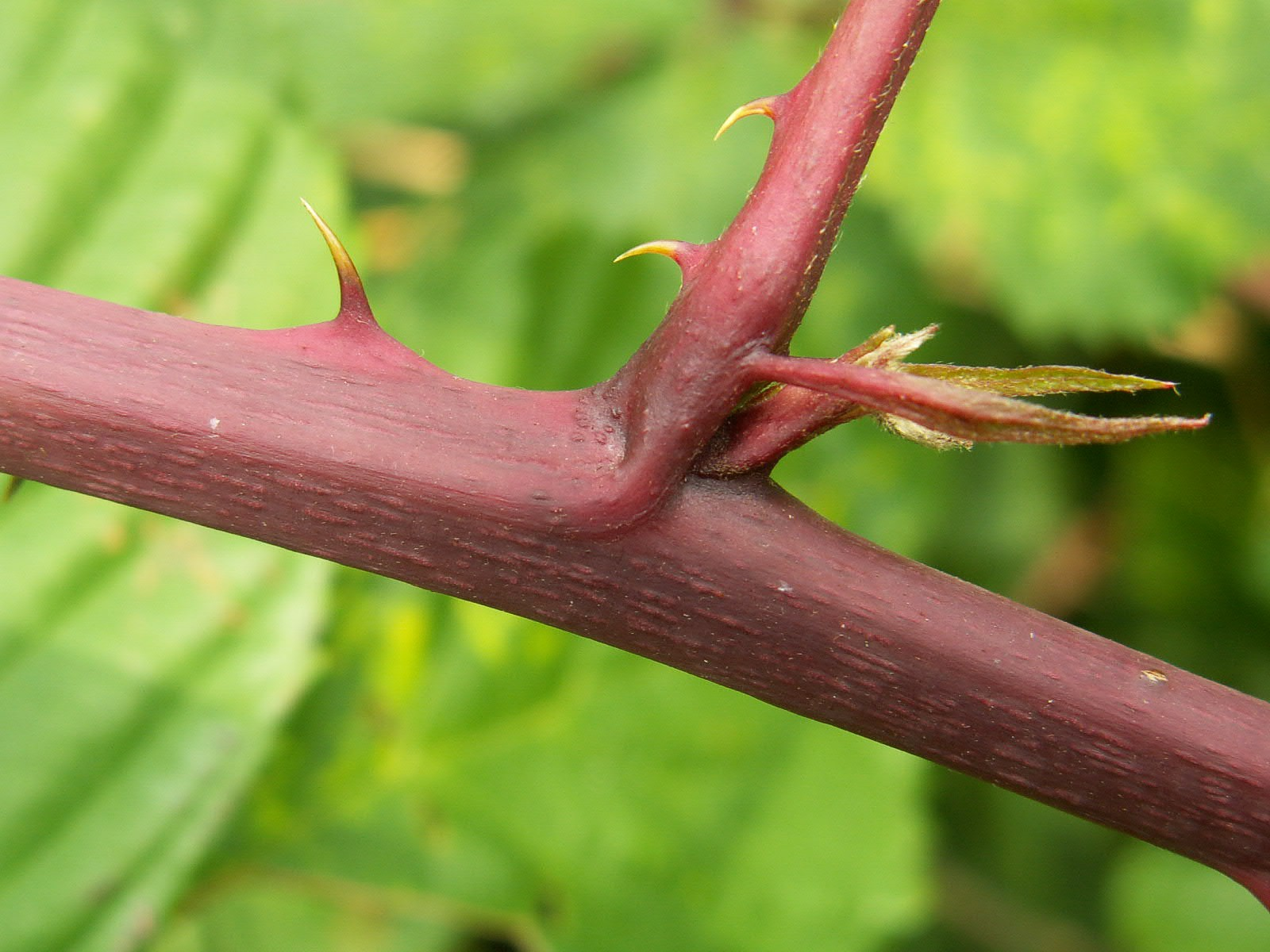
Pęd z kolcami i przylistkami u jeżyny fałdowanej

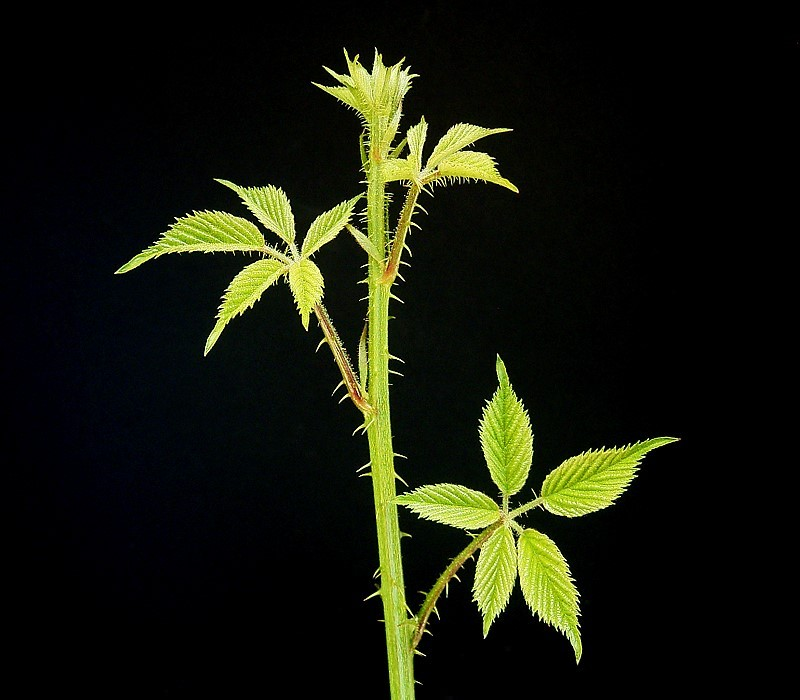
Jednoroczny pęd Rubus fruticosus

Jeżyna, ożyna a. ostrężyna (Rubus L.) – rodzaj roślin z rodziny różowatych. Część przedstawicieli określana jest zwyczajowo w języku polskim malinami (gatunki o różnej przynależności w obrębie podrodzajów, które łączy czerwona barwa owoców i odpadanie ich od dna kwiatowego po dojrzeniu).
Z wyjątkiem nielicznych w polskiej florze przedstawicieli rozmnażających się płciowo (np. malina moroszka i malina właściwa), pozostałe gatunki reprezentują podrodzaj Rubus reprezentowany w Europie Środkowej wyłącznie przez apomikty pochodzenia mieszańcowego. Z powodu apomiksji, hybrydyzacji i rozszczepiania cech mieszańców powstaje wielka różnorodność form jeżyn. Utrudnia to ich klasyfikację. W przypadku apomiktów kryterium wyodrębniania gatunku jest sztuczne i związane jest z rozległością zasięgu (krańcowe stanowiska powinny być oddalone o minimum 20 km). Wyodrębniające się morfologicznie jeżyny zajmujące mniejszy areał uważane są za biotypy lokalne.
Liczba gatunków jest różna w zależności od ujęcia systematycznego. Niektórzy autorzy podają 300–400 gatunków diploidalnych. Index Kewensis podaje 72 gatunki. Z Polski podano od 50 do 90 gatunków (w zależności od ujęcia systematycznego). Krytyczna lista roślin naczyniowych Polski z 2002 roku zawiera wykaz 89 gatunków.
Złożona systematyka tego rodzaju wymaga często od zajmujących się nim taksonomów wąskiej specjalizacji. Specjalizację taką wyodrębnia się i określa mianem batologii – nauki o jeżynach.

## Morfologia
PokrójKrzewy lub rzadziej rośliny zielne. Pędy są zazwyczaj łukowato wygięte lub ścielą się po ziemi (po dosięgnięciu gleby u wielu gatunków szybko się ukorzeniają). Niektóre gatunki mają pędy wyprostowane, sztywne (zwłaszcza amerykańskie). Pędy uzbrojone są zwykle w kolce (proste lub hakowate, wygięte do dołu, różnej wielkości). Pod ziemią tworzą podziemne kłącza i rozłogi, dzięki którym się rozprzestrzeniają.
LiścieDłoniastodzielne (rzadziej, głównie w sekcji Idaeobatus liście są podzielone pierzasto), prawie zawsze z kolcami na ogonkach i głównych nerwach. Zwykle piłkowane i klapowane. Liście u różnych gatunków są zarówno sezonowe, półzimozielone jak i zimozielone.
KwiatyZ reguły 5-krotne, obupłciowe (u maliny moroszki dwupienne), zebrane w grona lub wiechy. W większości białe lub różowe (u kilku gatunków amerykańskich czerwone). Pręciki i słupki są liczne, wolne.
Owoce1-nasienne pestkowce, połączone w nibyowoce, wewnątrz wypełnione rozrośniętym dnem kwiatowym. W sekcjach Anoplobatus, Chamaemorus, Cyclactis, Idaeobatus (w większości zaliczanych do malin), owoce opadają bez dna kwiatowego. „Owoce” od kwaśnych do słodkich, zależnie od gatunku, wszystkie jadalne. Barwy czerwonej (u malin), ciemnofioletowej do czarnej, rzadko żółtej.

## Biologia i ekologia
Rośliny wieloletnie – krzewy i byliny. Gatunki europejskie mają kwiaty raczej bez zapachu, owadopylne. Rosną zarówno na stanowiskach zacienionych jak i słonecznych (na drugich znacznie lepiej kwitną i owocują). Zajmują bardzo różne siedliska, suche, świeże i wilgotne, większość gatunków preferuje siedliska żyzne, zwykle związane z lasami, ich okrajkami i zaroślami.

## Systematyka
Pozycja systematyczna według APweb (2001...)
Rodzaj należący do, plemienia Rubeae, podrodziny Rosoideae, rodziny różowatych (Rosaceae Juss.), rzędu różowców, kladu różowych w obrębie okrytonasiennych.
Pozycja w systemie Reveala (1993–1999)
Gromada okrytonasienne (Magnoliophyta Cronquist), podgromada Magnoliophytina Frohne & U. Jensen ex Reveal, klasa Rosopsida Batsch, podklasa różowe (Rosidae Takht.), nadrząd Rosanae Takht., rząd różowce (Rosales Perleb), podrząd Rosineae Rchb., rodzina różowate (Rosaceae Juss.), podrodzina Ruboideae Thomé, plemię Rubeae Dumort., podplemię Rubinae Focke in Engl. & Prantl, rodzaj Rubus.
Gatunki
W obrębie rodzaju Rubus wyróżnia się 13 podrodzajów, z których największy Rubus (Eubatus) dzielony jest dalej na 12 sekcji:
| - Podrodzaj Anoplobatus - Rubus odoratus – jeżyna pachnąca - Rubus koehleri – jeżyna Köhlera - Rubus parviflorus - Rubus aliceae - Rubus aboriginum - Rubus deliciosus - Rubus neomexicanus - Podrodzaj Chamaebatus - Rubus hayata-koidzumii - Rubus calycinus - Rubus nivalis - Rubus pectinellus - Podrodzaj Chamaemorus - Rubus chamaemorus – malina moroszka - Rubus pseudochamaemorus - Podrodzaj Comaropsis - Rubus geoides - Podrodzaj Cyclactis - Rubus arcticus – malina tekszla - Rubus saxatilis – malina kamionka - Rubus fockeanus - Rubus humulifolius - Rubus lasiococcus - Rubus pedatus - Rubus xanthocarpus – jeżyna żółtoowockowa - Podrodzaj Diemenicus - Rubus gunnianus - Podrodzaj Dalibardastrum - Rubus amphidasys - Rubus nepalensis - Rubus tricolor - Rubus tsangiorum - Podrodzaj Idaeobatus - Rubus acuminatissimus - Rubus adenophorus - Rubus alexeterius - Rubus alpestris - Rubus amabilis - Rubus apetalus - Rubus archboldianus - Rubus aurantiacus - Rubus biflorus - Rubus chingii - Rubus cockburnianus - Rubus columellaris - Rubus copelandii - Rubus corchorifolius - Rubus coreanus - Rubus crataegifolius - Rubus croceacanthus - Rubus ellipticus - Rubus eustephanos - Rubus flosculosus - Rubus fraxinifolius - Rubus glabricarpus - Rubus grayanus - Rubus hawaiensis - Rubus hirsutus - Rubus hoffmeisterianus - Rubus hypargyrus - Rubus idaeus – malina właściwa - Rubus illecebrosus – malinotruskawka - Rubus innominatus - Rubus inopertus - Rubus irritans - Rubus komarovii - Rubus lasiostylus - Rubus leucodermis - Rubus ludwigii - Rubus lutescens - Rubus macilentus - Rubus macraei - Rubus mesogaeus - Rubus microphyllus - Rubus minusculus - Rubus niveus - Rubus occidentalis – malina zachodnia - Rubus palmatus - Rubus parvifolius - Rubus peltatus - Rubus pentagonus - Rubus phoenicolasius - Rubus pileatus - Rubus pinfaensis - Rubus pinnatus - Rubus probus - Rubus pungens - Rubus racemosus - Rubus rigidus - Rubus rosifolius - Rubus sachalinensis - Rubus simplex - Rubus spectabilis - Rubus stans - Rubus strigosus – malina omszona - Rubus suavissimus - Rubus subornatus - Rubus sumatranus - Rubus teledapos - Rubus thibetanus - Rubus trianthus - Rubus trifidus - Rubus vernus - Podrodzaj Lampobatus - Rubus turquinensis - Rubus trichomallus - Rubus shankii - Rubus sapidus - Rubus roseus - Rubus peruvianus - Rubus nubigenus - Rubus megalococcus - Rubus macvaughianus - Rubus irasuensis - Rubus imperialis - Rubus hondurensis - Rubus glaucus - Rubus glabratus - Rubus giganteus - Rubus gachetensis - Rubus florulentus - Rubus fagifolius - Rubus eriocarpus - Rubus eggersii - Rubus costaricanus - Rubus coriaceus - Rubus acanthophyllos - Rubus choachiensis - Rubus bullatus - Rubus briareus - Rubus bogotensis - Rubus betonicifolius - Rubus adenotrichos - Rubus adenothallus - Podrodzaj Malachobatus - Rubus acuminatus - Rubus alceifolius - Rubus assamensis - Rubus bambusarum - Rubus buergeri - Rubus chroosepalus - Rubus chrysophyllus - Rubus elongatus - Rubus fairholmianus - Rubus flagelliflorus - Rubus fockei - Rubus formosensis - Rubus gardnerianus - Rubus glomeratus - Rubus henryi - Rubus hunanensis - Rubus ichangensis - Rubus irenaeus - Rubus kawakamii - Rubus lambertianus - Rubus lineatus - Rubus moluccanus - Rubus multibracteatus - Rubus paniculatus - Rubus parkeri - Rubus pseudosieboldii - Rubus pyrifolius - Rubus rolfei - Rubus rugosus - Rubus setchuenensis - Rubus sieboldii - Rubus splendidissimus - Rubus swinhoei - Rubus tephrodes - Rubus tiliaceus - Rubus wardii - Rubus xanthoneurus - Podrodzaj Micranthobatus - Rubus australis - Rubus cissoides - Rubus parvus - Rubus schmidelioides - Rubus squarrosus - Podrodzaj Orobatus - Rubus loxensis | - Podrodzaj Rubus (syn. Eubatus) - Sekcja Allegheniensis - Rubus allegheniensis – jeżyna alegańska - Rubus alumnus - Rubus pennus - Sekcja Arguti - Rubus abactus - Rubus andrewsianus - Rubus argutus - Rubus frondosus - Rubus orarius - Rubus ostryifolius - Rubus pensilvanicus - Rubus recurvans - Sekcja Caesii - Rubus caesius – jeżyna popielica - Sekcja Canadenses - Rubus canadensis - Rubus kennedyanus - Sekcja Corylifolii - Rubus fioniae - Rubus tuberculatus - Rubus wahlbergii - Rubus fabrimontanus – jeżyna podgórska - Rubus dissimulans - Rubus dumetorum - Rubus gothicus – jeżyna gocka - Rubus camptostachys – jeżyna orzęsiona - Rubus adenoleucus - Rubus aureolus - Rubus babingtonianus - Rubus britannicus - Rubus conjungens - Rubus cyclomorphus - Rubus eluxatus - Rubus lamprocaulos – jeżyna skąpokwiatowa - Rubus mortensenii - Rubus nemorosus – jeżyna zaroślowa - Rubus seebergensis – jeżyna mosińska - Rubus camptostachys – jeżyna orzęsiona - Sekcja Cuneifolii - Rubus cuneifolius - Sekcja Flagellares - Rubus arundelanus - Rubus biformispinus - Rubus deamii - Rubus enslenii - Rubus flagellaris - Sekcja Hispidi - Rubus hispidus - Sekcja Rubus (nazwa zbiorowa: jeżyna krzewiasta R. fruticosus) - Rubus bifrons – jeżyna dwubarwna - Rubus laciniatus – jeżyna wcinanolistna - Rubus plicatus – jeżyna fałdowana - Rubus nessensis – jeżyna wzniesiona - Rubus ulmifolius - Rubus adornatus - Rubus adspersus - Rubus ammobius - Rubus arrhenii - Rubus atrichantherus - Rubus axillaris - Rubus bavaricus - Rubus bertramii - Rubus braeuckeri - Rubus bregutiensis - Rubus canescens – jeżyna filcowata - Rubus cardiophyllus - Rubus chloocladus - Rubus chlorothyrsos – jeżyna wielolistna - Rubus cimbricus - Rubus clusii - Rubus conothyrsoides - Rubus dasyphyllus - Rubus divaricatus – jeżyna połyskująca - Rubus drejeri - Rubus egregius - Rubus foliosus - Rubus fuscus - Rubus gelertii - Rubus glandithyrsos - Rubus godronii - Rubus grabowskii – jeżyna bukietowa - Rubus gratus – jeżyna nadobna - Rubus salisburgensis – jeżyna salzburska - Rubus hirtus – jeżyna gruczołowata - Rubus infestus - Rubus insularis - Rubus macrophyllus – jeżyna wielkolistna - Rubus micans - Rubus montanus – jeżyna wąskolistna - Rubus mucronulatus - Rubus pedemontanus – jeżyna Bellardego - Rubus polyanthemus - Rubus praecox – jeżyna długopręcikowa - Rubus pyramidalis – jeżyna piramidalna - Rubus radula – jeżyna szorstka - Rubus rhamnifolius - Rubus angustipaniculatus – jeżyna rombolistna - Rubus rosaceus - Rubus rudis – jeżyna szczeciniasta - Rubus schlechtendalii - Rubus schleicheri – jeżyna Scheichera - Rubus senticosus – jeżyna górska - Rubus slesvicensis - Rubus sprengelii – jeżyna Sprengla - Rubus sulcatus – jeżyna bruzdowana - Rubus vestitus - Rubus vigorosus - Rubus vulgaris - Rubus acheruntinus - Rubus ahenifolius - Rubus alterniflorus - Rubus amplificatus - Rubus anglocandicans - Rubus angustifrons - Rubus bakerianus - Rubus bayeri - Rubus bloxamianus - Rubus bloxamii - Rubus bollei - Rubus boraeanus - Rubus calvatus - Rubus caucasicus - Rubus chrysoxylon - Rubus cissburiensis - Rubus colemannii - Rubus concolor - Rubus cordifolius - Rubus cyri - Rubus armeniacus – jeżyna kaukaska - Rubus diversus - Rubus dumnoniensis - Rubus echinatoides - Rubus echinatus - Rubus errabundus - Rubus erythrops - Rubus scissus – jeżyna rozcięta - Rubus formidabilis - Rubus furvicolor - Rubus fuscoater - Rubus ieri - Rubus georgicus - Rubus glanduliger - Rubus glandulosus - Rubus hartmanii - Rubus hylophilus - Rubus inermis - Rubus lamprophyllus - Rubus lespinassei - Rubus leucostachys - Rubus ergii - Rubus eianus - Rubus linkianus - Rubus miszczenkoi - Rubus moschus - Rubus mulleri - Rubus nitidioides - Rubus pedatifolius - Rubus piceetorum - Rubus promachonicus - Rubus rubritinctus - Rubus sanctus – jeżyna krwista - Rubus scheutzii - Rubus separinus - Rubus septentrionalis - Rubus thyrsiflorus - Sekcja Setosi - Rubus glandicaulis - Rubus missouricus - Rubus notatus - Rubus semisetosus - Rubus setosus - Rubus stipulatus - Rubus vermontanus - Sekcja Ursini - Rubus × loganobaccus – jeżyna Logan - Rubus ursinus – jeżyna niedźwiedzia - - Sekcja Verotriviales - Rubus lucidus - Rubus riograndis - Rubus trivialis |

## Zastosowanie

### Rośliny lecznicze
SurowiecOwoce, liście i korzenie.
Skład chemicznyZawiera m.in. cukry, kwasy organiczne, prowitamina A, witaminy z grupy B, witamina C, pektyny, garbniki i związki mineralne (potasu, wapnia i magnezu).
Działanie i zastosowanieOwoce pozytywnie wpływają na pracę przewodu pokarmowego, a ponadto, ze względu na właściwości uspokajające, wskazane są w zaburzeniach nerwowych występujących w okresie przekwitania u kobiet. Soku z dojrzałych jeżyn można używać zewnętrznie do okładów na wypryski i liszaje. Odwary z korzeni (1 łyżeczka rozdrobnionych, suchych korzeni na 1 szklankę wody, pite 3 razy dziennie po 1/2 szklanki) działają moczopędnie.
Odwar z liści działa napotnie, stosowany jest w przeziębieniu i anginie. Przynosi też ulgę w przypadku nieżytów górnych dróg oddechowych. Przygotowuje się go z 1 łyżeczki do herbaty suszonych liści i szklanki wody (doprowadzić do zawrzenia i odstawić do naciągnięcia na 15 minut), a pije 3 razy dziennie po 1/2 szklanki. Ten sam odwar, tak samo dawkowany, leczy również krwawą biegunkę. Natomiast napar z młodych delikatnych listków (1 łyżeczka do herbaty na szklankę wrzątku) osłodzony miodem, a pity 3 razy dziennie po 1 szklance, to dobry środek pomocniczy w leczeniu anemii.
Zewnętrznie odwary z liści i ziela dodaje się do kąpieli (3–4 garście liści lub ziela na 4-5 litrów wody, gotować pod przykryciem 2–4 minuty od zawrzenia). Działają ogólnie wzmacniająco, oczyszczająco na skórę.
Gatunki o znaczeniu leczniczym
- jeżyna bezkolcowa – będąca krzyżówką różnych dzikich gatunków jeżyn, którą coraz częściej spotkać można na działkach i w ogródkach przydomowych – działanie i zastosowanie zbliżone do jeżyny popielicy i maliny właściwej.
- Rubus chingii – działanie i zastosowanie zbliżone do jeżyny popielicy.
- Rubus coreanus – jeżyna koreańska, owoce stosowane są w leczeniu zapalenia pęcherza i nerek, biegunki, zbyt wczesnej ejakulacji, zaburzeń wzwodu członka u mężczyzn i oziębłości płciowej u kobiet.
- Rubus flagellaris – gatunek amerykański, działanie i zastosowanie zbliżone do jeżyny popielicy.
- Rubus fruticosus – gatunek europejski, działanie i zastosowanie takie samo jak jeżyny popielicy.
- Rubus hispidus – gatunek amerykański ma działanie zbliżone do jeżyny popielicy i maliny właściwej, posiada także zastosowanie w leczeniu czerwonki i biegunki.
- Rubus invisus – gatunek amerykański, działanie i zastosowanie zbliżone do jeżyny popielicy.
- Rubus odoratus – jeżyna pachnąca, ma działanie zbliżone do jeżyny popielicy i maliny właściwej, posiada także zastosowanie w leczeniu czerwonki i biegunki.
- Rubus parviflorus – jeżyna nuktajska, ma działanie zbliżone do jeżyny popielicy i maliny właściwej, posiada także zastosowanie w leczeniu czerwonki i biegunki.
- Rubus proceus – gatunek europejski, działanie i zastosowanie takie samo jak jeżyny popielicy.
- Rubus procumbens – ma działanie zbliżone do jeżyny popielicy i maliny właściwej, posiada także zastosowanie w leczeniu czerwonki i biegunki.
- Rubus radula – gatunek europejski, działanie i zastosowanie takie samo jak jeżyny popielicy.
- Rubus ulmifolius – gatunek europejski, działanie i zastosowanie takie samo jak jeżyny popielicy.
- Rubus ursinus – gatunek amerykański, działanie i zastosowanie zbliżone do jeżyny popielicy.
- Rubus velox – gatunek amerykański, działanie i zastosowanie zbliżone do jeżyny popielicy.
- Rubus villosus – ma działanie zbliżone do jeżyny popielicy i maliny właściwej, posiada także zastosowanie w leczeniu czerwonki i biegunki.